# Albert Gigot
Pour les articles homonymes, voir Gigot (homonymie).
Edme, Albert Gigot, né le 1er janvier 1835 à Châteauroux et mort le 16 janvier 1913 à Paris, est un avocat, haut fonctionnaire et administrateur français de sociétés, catholique libéral leplaysien.

## Biographie
Edme Albert Gigot naît le 1er janvier 1835 à Châteauroux,,. Son père est ingénieur des ponts et chaussées,. Il fait ses études au lycée de Dijon,. Il vient à Paris pour faire ses études de droit. Il vit alors rue de Rennes, avec sa mère. En 1854, il est licencié en droit,.

### Carrière d'avocat (1855-1870)
En janvier 1855, il devient avocat à la cour d'appel de Paris,.
De 1861 à 1870, il est avocat auprès du Conseil d'État et de la Cour de cassation,,. Il devient le jurisconsulte de l'Union libérale et l'ami d'Odilon Barrot et de Jules Grévy. Il plaide des affaires politiques et de presse, défendant le Courrier du dimanche et la Presse,,.
Lié au comte de Montalembert, il collabore à la Gazette, au Courrier du dimanche, au Correspondant et à l'Union,,.
Durant la guerre franco-allemande de 1870, il s'engage dans le 17e bataillon de marche et sert, comme caporal, dans la compagnie des carabiniers du bataillon. Il participe à la bataille de Buzenval au cours de laquelle il reçoit plusieurs balles qui se logent dans sa capote.

### Carrière préfectorale (1871-1879)
Sous la IIIe République, Gigot entre dans la préfectorale. Par arrêté du 25 mars 1871, Adolphe Thiers, chef du Pouvoir exécutif, le nomme préfet de Vaucluse, en remplacement de Cyprien Poujade,,. La même année, par décret du 17 novembre, Thiers, président de la République, le nomme préfet du Loiret en remplacement de Léon Renault,,. Par décret du 19 décembre 1873, Patrice de Mac Mahon, successeur Thiers, le nomme préfet du Doubs en replacement du baron de Cardon de Sandrans,. Par décret du 21 mars 1876, il est nommé préfet de Meurthe-et-Moselle,,. Par décret du 12 juin 1877, à sa demande, il est mis en disponibilité, avec traitement,,.
Le 17 décembre 1877, il devient préfet de police de Paris. Par arrêté préfectoral du 16 septembre 1878, il crée le Laboratoire municipal de chimie : annexe du service de la dégustation de la préfecture de police, installé dans les anciennes écuries de la caserne de la Cité, il participe à la lutte contre la fraude de toutes denrées alimentaires ; il deviendra le Laboratoire central de la préfecture de police. Gigot présente plusieurs fois sa démission que le Conseil des ministres accepte, le 22 février 1879, à la suite des articles d'Yves Guyot parus dans La Lanterne et très critiques à l'égard de la préfecture de police. Par décret du 4 mars 1879, Grévy accepte sa démission.

### Carrière d'administrateur de sociétés (après1879)
Après sa démission, Gigot entre au conseil d'administration de diverses sociétés.
Dès 1879, il devient directeur de la Banque hypothécaire de France, fonction qu'il exerce jusqu'à la fusion de celle-ci avec le Crédit foncier de France,.
En 1884, il est secrétaire général de l'Entreprise générales des omnibus. De 1884 à 1893, il est administrateur de la Banque russe et française.
En 1889, il est président de la Compagnie de Porman qui exploite des mines de fer à Portmán, près de La Unión. La même année, il entre au conseil d'administration de la Compagnie des mines, fonderies et forges d'Alais, à Alès, dont il est le vice-président en 1893 puis l'administrateur-directeur de 1898 à 1903. De 1889 à 1898, il est administrateur du Patrimoine, une compagnie d'assurance-vie.
Il est, en outre, le fondateur des sociétés d'assurances mutuelles des forges de France, des industries textiles et sucrières.

### Échecs électoraux (1885-1889)
Aux élections législatives de 1885, Gigot est candidat dans l'Yonne, sur la liste du baron Brincard. Aux élections législatives de 1889, Gigot est candidat dans la 2e circonscription d'Auxerre mais est battu par Pierre Merlou, n'obtenant que 5 277 voix contre 7 726.

### Autres activités
Dès 1863, Gigot adhère à la Société internationale des études pratiques d'économie sociale, société savante fondée par Frédéric Le Play en 1856 et reconnue d'utilité publique en 1869. Il la présidera.

### Décès
Gigot meurt le 16 janvier 1913, à son domicile, au no 83 de la rue de la Tour, dans le 16e arrondissement de Paris. Ses obsèques sont célébrées le 20 en l'église Notre-Dame-de-Grâce de Passy,. Il est inhumé à Auxerre.

## Honneurs et distinctions
Le 7 août 1875, Gigot, alors préfet du Doubs, est fait chevalier de l'ordre national de la Légion d'honneur,. Par décret du 2 juillet 1878, alors préfet de police de Paris, il est promu au grade d'officier pour s'être « distingué au moment de la catastrophe de la rue Béranger par la direction donnée aux travaux de sauvetage, par son dévouement et par son courage personnel » ainsi que pour « services exceptionnels dans les fonctions de préfet qu'il a successivement remplies à Avignon, Orléans, Besançon et Nancy »,.
Le 16 mars 1877, il est élu membre titulaire de l'Académie de Stanislas. Le 23 novembre de la même année, il en devient associé-correspondant.

### Textes officiels
- [A. 25 mars 1871] Arrêté du 25 mars 1871, dans Journal officiel de la République française, vol. 3e année, no 85, 26 mars 1871, partie officielle, p. 273, col. 2.
- [D. 17 nov. 1871] Décret du 17 novembre 1871, dans Journal officiel de la République française, vol. 3e année, no 320, 18 novembre 1871, partie officielle, p. 4510, col. 1.
- [D. 19 déc. 1873] Décret du 19 décembre 1873, dans Journal officiel de la République française, vol. 5e année, no 348, 20 décembre 1873, partie officielle, p. 7937, col. 2.
- [D. 21 mars 1876] Décret du 21 mars 1876, dans Journal officiel de la République française, vol. 8e année, no 81, 22 mars 1876, partie officielle, p. 1986, col. 1.
- [D. 12 juin 1877] Décret du 12 juin 1877, dans Journal officiel de la République française, vol. 9e année, no 160, 13 juin 1877, partie officielle, p. 4341, col. 1.
- [D. 17 déc. 1877] Décret du 17 décembre 1877, dans Journal officiel de la République française, vol. 9e année, no 346, 18 décembre 1877, partie officielle, p. 8461, col. 2.
- [D. 2 juill. 1878] Décret du 2 juillet 1878, dans Journal officiel de la République française, vol. 10e année, no 179, 3 juillet 1878, partie officielle, p. 7483, col. 1.
- [D. 4 mars 1879] Décret du 4 mars 1879, dans Journal officiel de la République française, vol. 11e année, no 63, 5 mars 1879, partie officielle, p. 1673, col. 3.